# Le Pain du diable

Le Pain du diable est un téléfilm français réalisé par Bertrand Arthuys, diffusé pour la première fois le 13 février 2010 sur France 3 puis rediffusé le 13 décembre 2011, toujours sur France 3. Il relate une véritable histoire d'intoxication alimentaire qui a eu lieu en 1951 à Pont-Saint-Esprit.

## Synopsis
En août 1951, plusieurs habitants de Pont-Saint-Esprit sont victimes d'une maladie inconnue évoquant une intoxication alimentaire. Le médecin local, le docteur Cirelli, note que toutes les victimes ont mangé du pain provenant de la même boulangerie. Il suggère au maire de faire fermer provisoirement l'établissement. Très vite, un corbeau accuse le boulanger d'agir comme il le faisait pendant la guerre, en coupant sa farine.
Un premier malade décède. Un commissaire de police de Marseille est chargé de l'enquête. Il arrive accompagné du professeur Bertrand, un scientifique qui annonce que le premier décès est dû à l'éthylisme aggravé de la première victime et qu'il ne s'agit que d'une coïncidence malheureuse.
Bastien, le jeune apprenti du boulanger soupçonné, est interrogé par le commissaire. Peu après, il révèle à son patron qu'il a vu des taches bizarres sur les sacs de farine la veille des premiers cas d'intoxication ; ils décident de se taire.
Le docteur Cirelli pense que l'intoxication est liée à la présence dans la farine d'ergot de seigle, un champignon contenant des alcaloïdes dont l'action est très semblable à celle du LSD. Les victimes seraient atteintes d'ergotisme.
Finalement, le mitron parle au commissaire des sacs tachés. Ils vont visiter la minoterie qui fournit la farine au boulanger. Le minotier reconnaît que la farine qu'il fait livrer à Pont-Saint-Esprit n'est peut-être pas conditionnée comme l'hygiène le voudrait. Les décès se multipliant, la femme du boulanger commence à perdre l'esprit.
Le professeur Bertrand annonce lors d'une conférence de presse que le « pain du diable » est contaminé par de l'ergot de seigle, s'en attribuant l'idée. La question que tous se posent alors est : « d'où vient cet alcaloïde ?»; le frère de Bastien, facteur bon vivant, amoureux de la secrétaire de mairie, décède à son tour. Le professeur Bertrand, lors d'une nouvelle conférence de presse, laisse sous-entendre que les gens sont morts par manque de soins de la part du médecin local. Sous l'émotion, le docteur Cirelli fait une attaque. Lors de l'enterrement de Louis, le maire de la commune à des mots très durs contre le coupable. Bastien jure sur la tombe de son frère qu'il trouvera le coupable.
Le maire et les habitants ne sont pas satisfaits des résultats de l'enquête. Ils décident de se fédérer derrière Bastien pour faire éclater la vérité. Ils font appel à un scientifique suisse, spécialiste mondial de l'ergot de seigle. Celui-ci demande des échantillons de tous les éléments de l'énigme : la farine, le pain, etc. Bastien se charge d'aller prendre de la farine dans le hangar où elle est stockée sous scellés. En repartant, il découvre dans un camion utilisé pour transporter les sacs de farine un liquide gras pouvant être à l'origine des taches. Arrêté, il explique au commissaire qui l'interroge que les sacs de farine sont contaminés lors de la livraison par des produits chimiques tels que des désherbants.
Le scientifique suisse publie ses résultats : il n'a pas trouvé de poison dans la farine. Le professeur Bertrand se défend comme il peut, mais la police est obligée de libérer le minotier qu'elle avait interpellé.
Bastien accepte une place dans une grande boulangerie parisienne et quitte Pont-Saint-Esprit.

## Fiche technique
- Réalisateur : Bertrand Arthuys
- Scénario : Olivier Dutaillis
- Photographie : Thierry Jault
- Musique : Éric Neveux
- Date de diffusion : 13 février 2010 sur France 3
- Durée : 90 minutes.

## Distribution
- Aurélien Recoing : Aimé Sailant
- Julien Tortora : Bastien
- Samuel Labarthe : Docteur Cirelli
- Patrick Raynal : Martin Galtier
- Aurélien Lecerf : Louis
- Mathilde Lebrequier : Flora
- François Caron : Commissaire Brisseau
- Alain Fromager : Professeur Bertrand
- Dimitri Rataud : Juge Loiret
- Sophie Arthuys : Madame Cirelli
- Philippe Saïd: Inspecteur Marescaux

## Tournage
Le tournage du téléfilm a eu lieu à Pont-Saint-Esprit (scènes en extérieurs) dans le Gard, à partir du 14 septembre 2009, pendant 1 mois. Le reste des scènes sont tournées en studio, à Lyon et Paris, le mois suivant.